# Peter K. Thomas
Peter K. Thomas (* 13. Juni 1914; † 28. Februar 1990) war ein Lehrer und Zahnarzt in Los Angeles, der in den 1960er Jahren besonders aktiv dentale Eingriffe bei Hollywood-Berühmtheiten durchführte.

## Leben
Thomas machte 1939 seinen Abschluss an der University of Southern California. Er ist einer der Mitbegründer der Gnathologie. Am 18. November 1975 wurde er in die Hall of Fame der Ostrow School of Dentistry aufgenommen.
Die Aufwachstechnik nach Peter K. Thomas („gnathologische Okklusion“) wurde als „eine Restauration mit hoher künstlerischer Genauigkeit“ beschrieben und zeichnet sich durch eine Ein-Zahn-zu-ein-Zahn-Beziehung aus. Jeder Arbeitshöcker der Seitenzähne trifft in die Fossa des Antagonisten. Es werden Dreipunktkontakte angestrebt (Tripodisierung). Die Kontaktpunkte liegen auf den Höckerabhängen.